# Bufo kavangensis
Bufo kavangensis là một loài cóc thuộc họ Bufonidae.
Loài này có ở Angola, Botswana, Namibia, Zimbabwe, và có thể cả Zambia.
Môi trường sống tự nhiên của chúng là xavan khô, đồng cỏ khô nhiệt đới hoặc cận nhiệt đới vùng đất thấp, đồng cỏ nhiệt đới hoặc cận nhiệt đới vùng ngập nước hoặc lụt theo mùa, và đầm nước ngọt có nước theo mùa.